# Bailey Ridge
Bailey Ridge ist ein 6,5 km langer und gezahnter Gebirgszug im westantarktischen Marie-Byrd-Land. Er ragt in den Ford Ranges zwischen dem Mount Blades und den Fleming Peaks auf.
Entdeckt wurde er 1934 bei Überflügen während der zweiten Antarktisexpedition (1933–1934) des US-amerikanischen Polarforschers Richard Evelyn Byrd. Teilnehmer der United States Antarctic Service Expedition (1939–1941) benannten ihn nach Clay Wilson Bailey (1906–1994), einem Teilnehmer an beiden Forschungsreisen.